# The Mist
Ceața (denumire originală The Mist) este o nuvelă horror de Stephen King, în care orășelul Bridgton, Maine este brusc învăluit într-o ceață nefirească care ascunde monștrii supranaturali. A fost publicată prima oară ca prima și cea mai lungă povestire din antologia de literatură de groază Dark Forces (1980). O versiune ușor modificată a fost inclusă în antologia de povestiri de Stephen King numită Skeleton Crew (1985). Povestea este cea mai lungă lucrare din Skeleton Crew și ocupă primele 134 de pagini în versiunea originală în limba engleză. Odată cu premiera filmului bazat pe această nuvelă, The Mist a fost republicată ca o carte de sine-stătătoare de către editura Signet la 2 octombrie 2007.